# Toompea

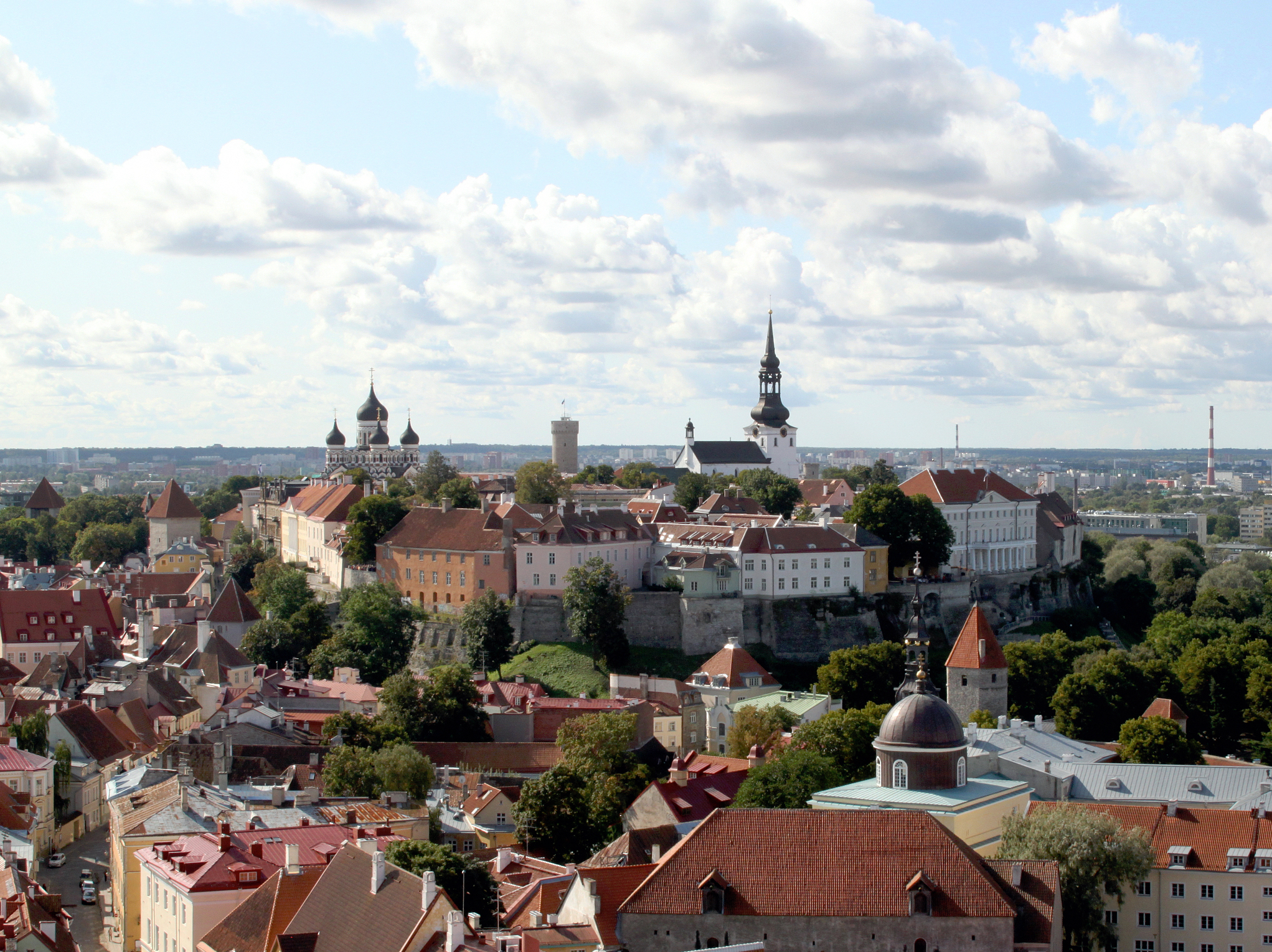
Colina Toompea văzută din turla en

Toompea (din germană: Domberg, "Dealul Catedralei") este o colină de calcar aflată în partea centrală a orașului Tallinn, capitala Estoniei. Dealul este de fapt un platou alungit, de 400 pe 250 metri, cu o suprafață de 7 ha având circa 20–30 metri altitudine mai mult decât zonele înconjurătoare. În folclor, dealul este cunoscut ca fiind tumulul peste mormântul lui Kalev⁠(en)[traduceți], ridicată în amintirea lui de către soția sa.
Istoria dealului Toompea este strâns legată de cea a puterii și a domnitorilor din Estonia. Astăzi, Toompea este locul unde își au sediul guvernul Estoniei și Riigikogu (parlamentul), ambele fiind denumite uneori pe scurt Toompea. Riigikogu își are sediul în Castelul Toompea⁠(en)[traduceți], situat în colțul sud-vestic al colinei, având cel mai înalt punct în turnul Hermann cel înalt. Drapelul de pe acest turn este unul don cele mai cunoscute simboluri ale guvernului cu autoritate asupra Estoniei.
Toompea face parte din situl UNESCO reprezentat de centrul istoric al Tallinnului.

## Geologie și topografie

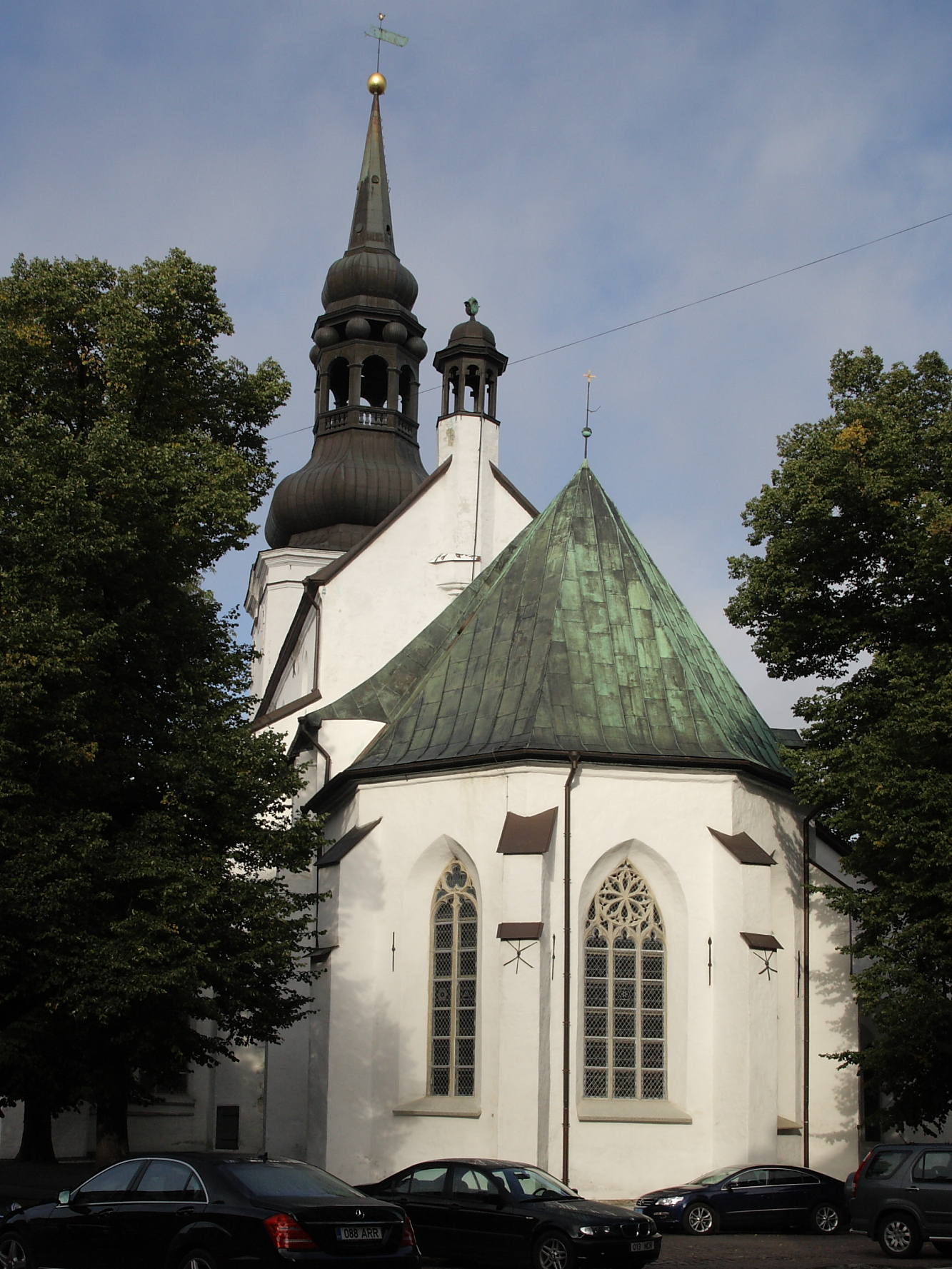
Toompea își trage numele de la Catedrala Sfânta Maria, biserica Dom

Geologic, Toompea este asociată cu Klintul (escarpamentul) Estoniei de Nord (el însuși o subdiviziune a Klintului Baltic). O insulă cu margini abrupte a acestui escarpament, Toompea se află la circa 1,5 km nord-vest de platoul de calcar al Estoniei de Nord. Toompea este legată de acest platou printr-o creastă de calcar puțin înclinată. La est, nord și vest, Toompea este mărginită pe 1.5 km de o prăpastie de 25 m înălțime. Panta sudică a dealului este mai lină. Stratul superior al colinei constă din calcar ordovician (cu o grosime de circa 5 m), care este și principala rocă expusă la suprafață pe margini. Mare parte din marginea prăpastiei este însă ascunsă de un zid de apărare și au rămas doar câteva ieșiri.
Toompea a ieșit mai întâi ca insulă din Lacul de gheață Baltic⁠(en)[traduceți] acum 10.000 de ani. Datorită înălțării post-glaciale, a ajuns să fie legată de continent la începutul etapei Mării Littorina⁠(en)[traduceți]. Pe la anul 5000 î.e.n., marea încă ajungea la poalele dealului Toompea. Coasta modernă se află la o distanță de peste 1 km de Toompea și poalele dealului se află la 17–20 m deasupra nivelului mării. Dealul atinge circa 48 m altitudine.

## Mitologie
În mitologia estonă, Toompea este cunoscut ca tumulul  de peste mormântul lui Kalev⁠(en)[traduceți], ridicat în memoria sa de soția lui, Linda⁠(en)[traduceți], după cum descrie eopopeea națională Kalevipoeg⁠(en)[traduceți]: 
| “ | Linda l-a jelit pe Kalev lună după lună până au trecut trei luni și a patra era bine înaintată. Ea a adunat o grămadă de pietre peste mormântul lui, care a format dealul pe care stă acum catedrala din Revel.Tradus în română după traducerea în engleză a lui W.F. Kirby, 1895 | ” |

## Istorie

### Istoria timpurie
Se crede că prima cetate a fost construită pe colină în secolul al X-lea sau al XI-lea de către locuitorii fostului comitat eston Revala⁠(en)[traduceți]. Probabil că așezarea întârită de la sfârșitul Epocii Fierului nu avea locuitori permanenți, ci era folosită sezonier pentru protejarea portului și târgului de lângă acesta. Locul exact al întăriturii nu este cunoscut, dar se presupune că ocupa doar o mică parte din Toompea, fie punctul său cel mai înalt de atunci, aflat puțin la sud-est de actuala catedrală, fie capătul nordic al dealului. Dovezile arheologice cele mai numeroase de pe deal datează în principal din a doua jumătate a secolului al XII-lea și prima jumătate a secolului al XIII-lea. Alte descoperiri, în cantități mai mici, susțin și ipoteza că cetatea ar fi fost deja ridicată în timpul Epocii Vikingilor.

### Evul Mediu

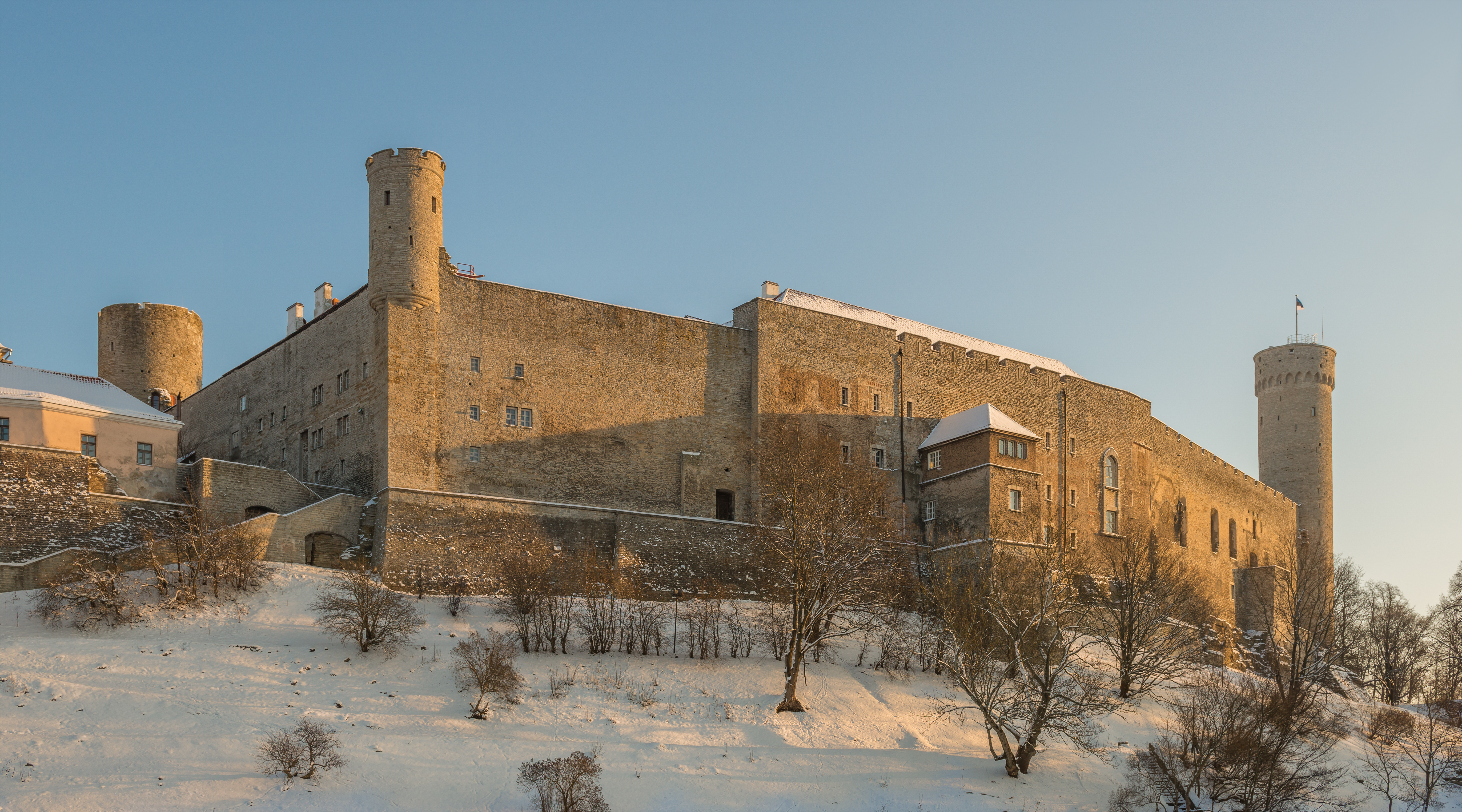
en

Cetatea de pe deal este menționată în cronica lui Henric din Livonia⁠(en)[traduceți] despre cruciada Livoniană⁠(en)[traduceți] cu numele de Lindanise. Ca parte a cruciadei, în vara lui 1219, regele Denmarcei, Valdemar al II-lea, a lansat un atac împotriva Tallinnului. Cruciații săi au preluat cetatea părăsită și, în aceeași vară, au început să construiască în locul ei un nou castel, denumit ulterior Castrum Danorum. După Bătălia de la Lyndanisse⁠(en)[traduceți], care s-a dat lângă castel și s-a soldat cu victoria danezilor în fața estonilor, pe deal s-a construit și o catedrală, deși probabil nu în același loc ca actuala catedrală⁠(en)[traduceți].
În vara lui 1227, castelul de pe Toompea a fost cucerit de ordinul Fraților Sabiei⁠(en)[traduceți], care au început imediat după cucerire să întărească dealul. Platoul a fost împărțit în trei părți: Castelul Mic, Castelul Mare și corpul de gardă exterior (în partea cea mai dinspre sud a platoului, în fața celor două castele). Primul Castel al Ordinului⁠(en)[traduceți] (Castelul Mic) a fost construit în colțul de sud-vest al platoului in anii 1227-1229. Castelul inițial avea cam aceeași formă ca și extinderile sale ulterioare, dar era puțin mai mic. El a revenit în posesia Danemarcei după tratatul de la Stensby din 1238 și a rămas în proprietatea ei (împreună cu restul Estoniei de Nord) pentru următorii 138 de ani. În 1240, a fost definitivată construcția catedralei pe locul unde se află ea astăzi. În a doua jumătate a secolului al XIII-lea, Toompea (Castelul Mare) a fost înconjurată de un zid pe perimetrul colinei, construit mai ales de vasalii care dețineau loturi acolo.

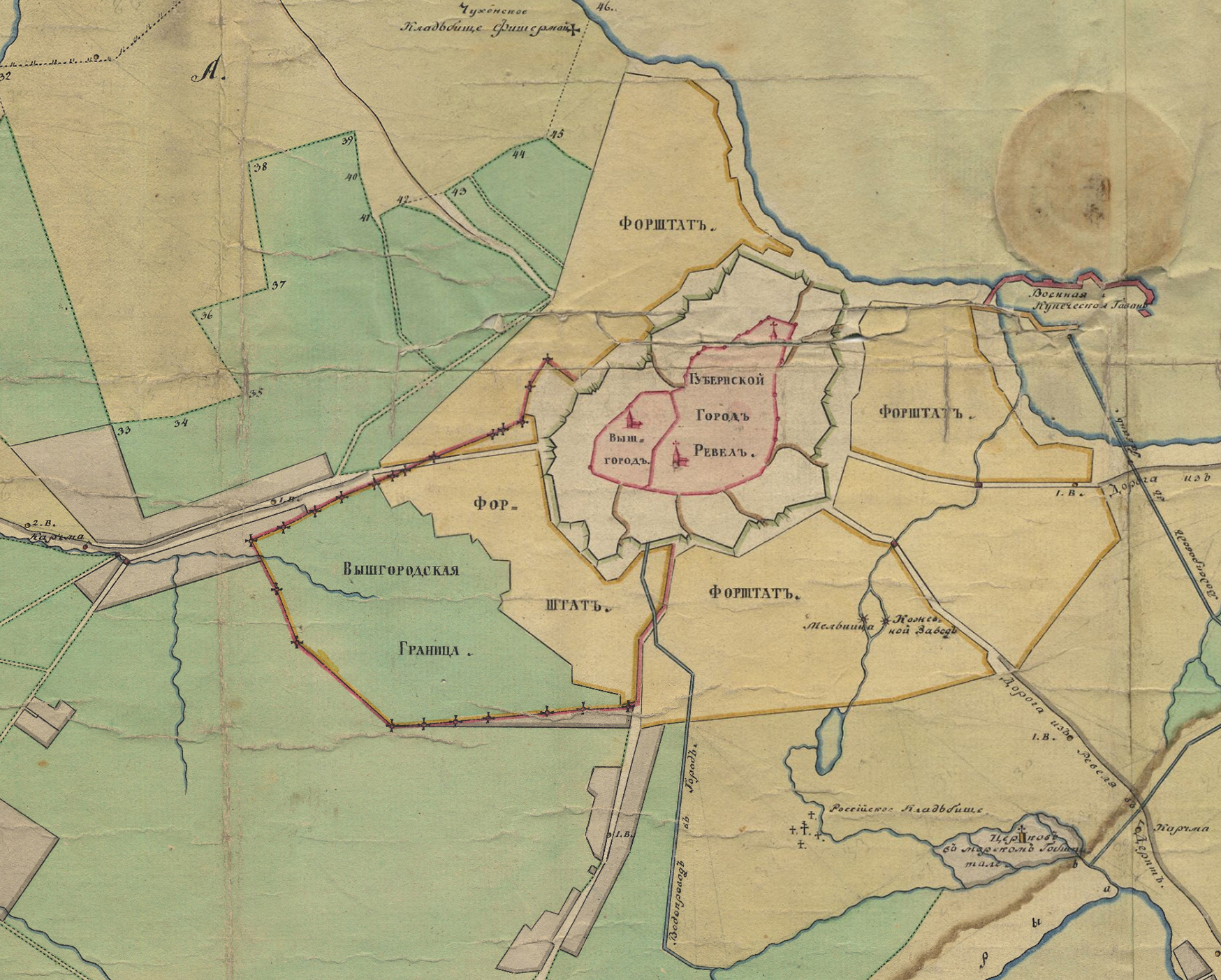
Hartă de la începutul secolului al XIX-lea în care se văd limitele dintre teritoriile colinei Toompea și ale Orașului de Jos

Începând cu aceeași perioadă, Toompea a început să se dezvolte într-un centru de autoritate provincială, pentru clerul și nobilimea din Estonia de Nord. Mare parte a vasalilor au ales Toompea ca reședință – ei considerau că era prea periculos să locuiască pe moșiile lor din zona rurală; până la sfârșitul secolului al XIII-lea, Castelul Mare era dens populat. Distincția între Toompea și Orașul de Jos (Tallinn) s-a dezvoltat și ea în acea vreme, concomitent cu dobândirea de către Tallinn a propriei sale administrații – cel puțin în 1248, când regele Danemarcei, Eric al IV-lea, a acordat orașului dreptul Lübeckului⁠(en)[traduceți], dar poate și mai devreme. În 1265, Orașul de Jos a fost scutit de obligațiile față de castelan⁠(en)[traduceți] și în 1288 comandanții castelului au pierdut și autoritatea judecătorească asupra Orașului de Jos.
Lucrările de construcție și extindere asupra ambelor castele au continuat și în secolele ce au urmat. În prima jumătate a secolului al XIV-lea, a fost renovat zidul sudic al Catelului Mare și șanțul său de protecție a fost unit cu șanțul estic al Castelului Mic. Astfel a fost construit si corpul de gardă exterior al castelelor, după ce laturile lor sudică și sud-estică au fost înconjurate de un zid. Castelul în întregul său avea la acea vreme două ieșiri: cea mai importanta era poarta sudică a corpului de gardă exterior, prin care trecea drumul ce ducea la Tõnismägi⁠(en)[traduceți], iar a doua era cea de est, care lega Toompea de Orașul Vechi pe Piciorul Lung și pe Piciorul Scurt.

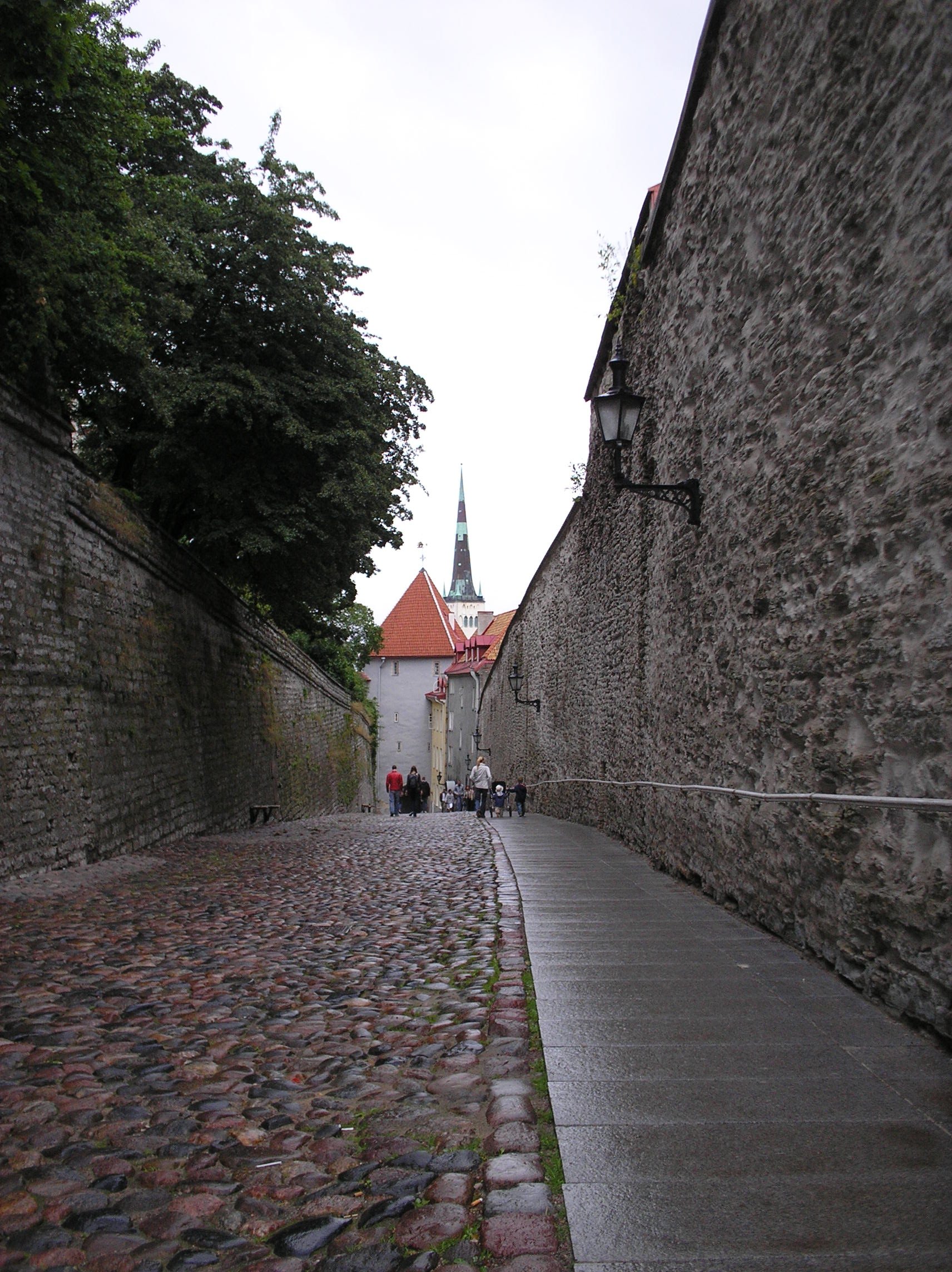
Piciorul Lung, crumul principal ce lega Toompea de Orașul de Jos

După Răscoala din Noaptea de Sfântul Gheorghe⁠(en)[traduceți], în 1346, Danemarca și-a vândut posesiunile din Estonia de Nord, urmând 215 ani sub dominația Ordinului Livonian. Tallinnul (Orașul de Jos), și-a păstrat privilegiile după modelul Lübeck primite anterior și depindea de sistemul feudal numai cu numele. El s-a dezvoltat într-un înfloritor oraș hanseatic, în timp ce Toompea a rămas o antiteză politică și socială a Orașului de Jos. Limitele dintre Toompea și Tallinn au fost fixate printr-un acord în 1348, când 220 de hectare din patrimoniul orașului au fost transferate Toompeei. Acea zonă, aflată la sud-vest de deal și unde s-au construit suburbiile (Vorstadt⁠(en)[traduceți]) Toompeei (Tõnismäe⁠(en)[traduceți], Kassisaba⁠(en)[traduceți] and Kelmiküla⁠(en)[traduceți]) în perioadele următoare, a fost denumită „teritoriul Domului” până în secolul al XX-lea.
La scurt timp după întoarcerea la Toompea, Ordinul a început să extindă castelul – întregul Castel al Ordinului (în germană: Ordensburg) a fost extins și dezvoltat în cel mai puternic centru al teritoriului nordic al entității, simbol al puterii sale militare și politice. S-au construit noi ziduri exterioare mai înalte, șanțurile au fost lărgite și adâncite. Prima parte a turnului Pikk Hermann⁠(en)[traduceți] ("Hermann cel Înalt"), care domină castelul Toompea, a fost terminat până în 1371. Pikk Hermann a fost primul turn din Tallinn adaptat pentru apărare în epoca armelor de foc. Ulterior, în secolul al XVI-lea, turnul a fost reconstruit mai înalt, de la înălțimea anterioară de 35 m. Zidul Castelului Mare a fost și el întărit cu noi turnuri: în total, s-au construit 14 turnuri de apărare (inclusiv un turn de poartă denumit Turnul cu Ceas – singura ieșire) de-a lungul zidului până la sfârșitul secolului al XIV-lea.

### Dominația suedeză și rusească

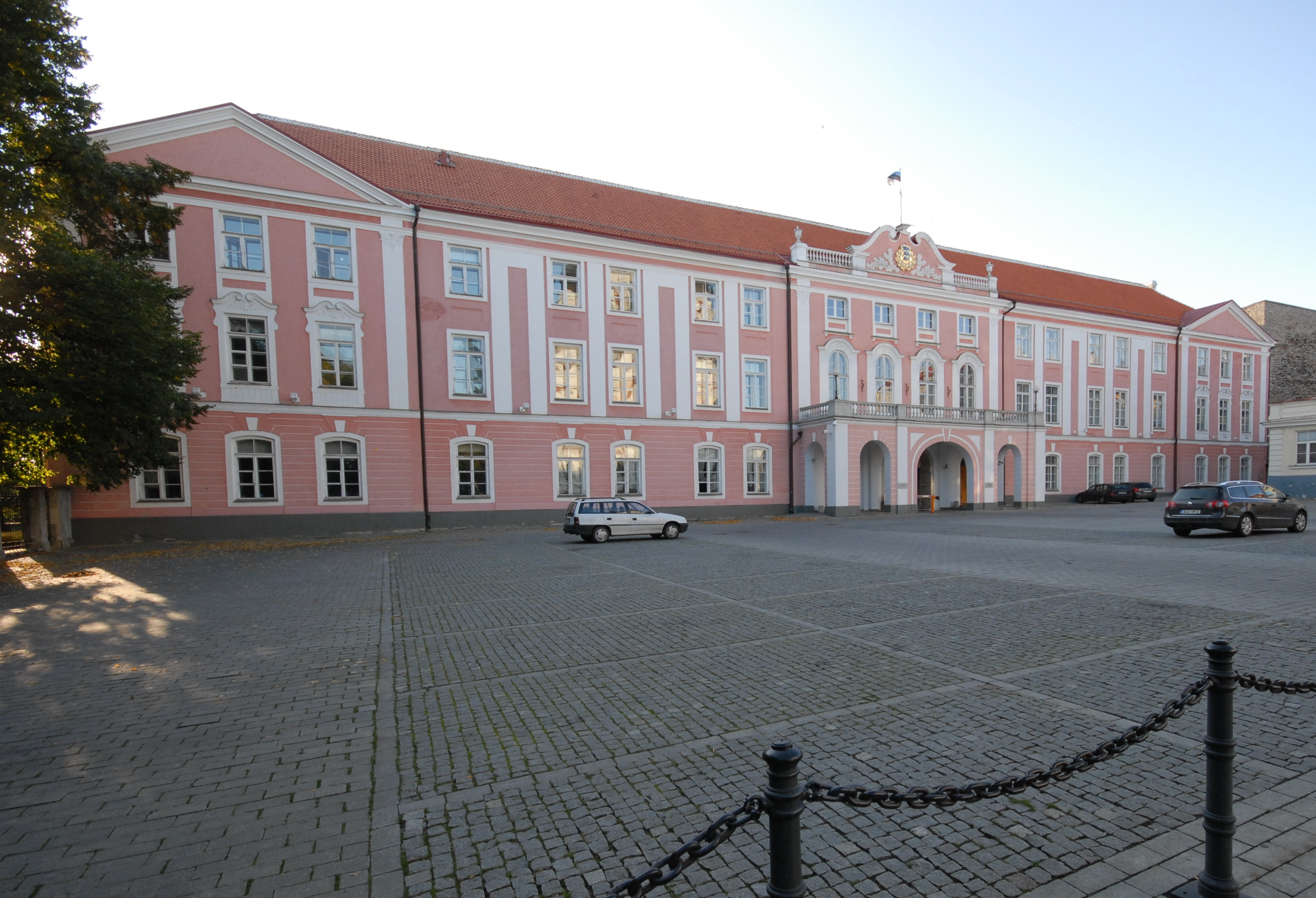
Fațada clădirii Parlamentului Estoniei, Riigikogu, este o aripă a Castelului Toompea construită în 1767-1773

Imperiul Suedez a cucerit Estonia de Nord în timpul Războiului Livonian, în 1561, și a deținut-o până la Marele Război al Nordului, când Tallinnul a fost cucerit de Rusia în 1710. Când Tallinnul a capitulat în fața lui Eric al XIV-lea al Suediei în 1561, regele a hotărât să nu schime status quo-ul din relațiile între Toompea și Orașul de Jos. Toompea, ca oraș separat (Dom zu Reval), aflat sub administrație proprie, a putut păstra o serie de drepturi și privilegii speciale, dintre care ultimul a rămas în vigoare până în 1889. Toompea a fost unită cu Tallinnul (Orașul de Jos) abia în 1878, când, î timpul perioadei de rusificare, legile anterioare care guvernau cele două orașe au fost înlocuite cu legislația administrativă rusească. Cele două părți ale orașului au fost unite pentru o scurtă perioadă și în anii 1785-1796. Toompea și Orașul de Jos sunt unite într-un singur district polițienesc în 1805.  Un drept privat particular a fost în vigoare în Toompea până în 1944.
În 1684, Toompea a suferit cel mai devastator incendiu din istoria sa. Toompea mai fusese afectată de incendii în 1288, 1433, 1553 și 1581, da cel din 1684 a fost mult mai mare, distrugând majoritatea clădirilor din Castelul Mare, inclusiv catedrala. Castelul Mic a scăpat intact. Incendiile sunt una din cauzele pentru care arhitectura clădirilor din Toompea are un aspect diferit și mai nou decât cele din Orașul de Jos.
La sfârșitul secolului al XVII-lea, s-au făcut mai multe planuri de a întări fortificațiile Toompeei și Tallinnului cu terasamente și bastioane moderne. Deși un proiect al lui Erik Dahlbergh⁠(en)[traduceți] a fost aprobat în 1686, construcția a fost lentă din cauza dificultăților financiare și până la începutul Marelui Război al Nordului, doar două bastioane fuseseră terminate în jurul Toompeei - Bastionul Suedez și Bastionul Ingermanland, ambele protejând Toompea dinspre sud.

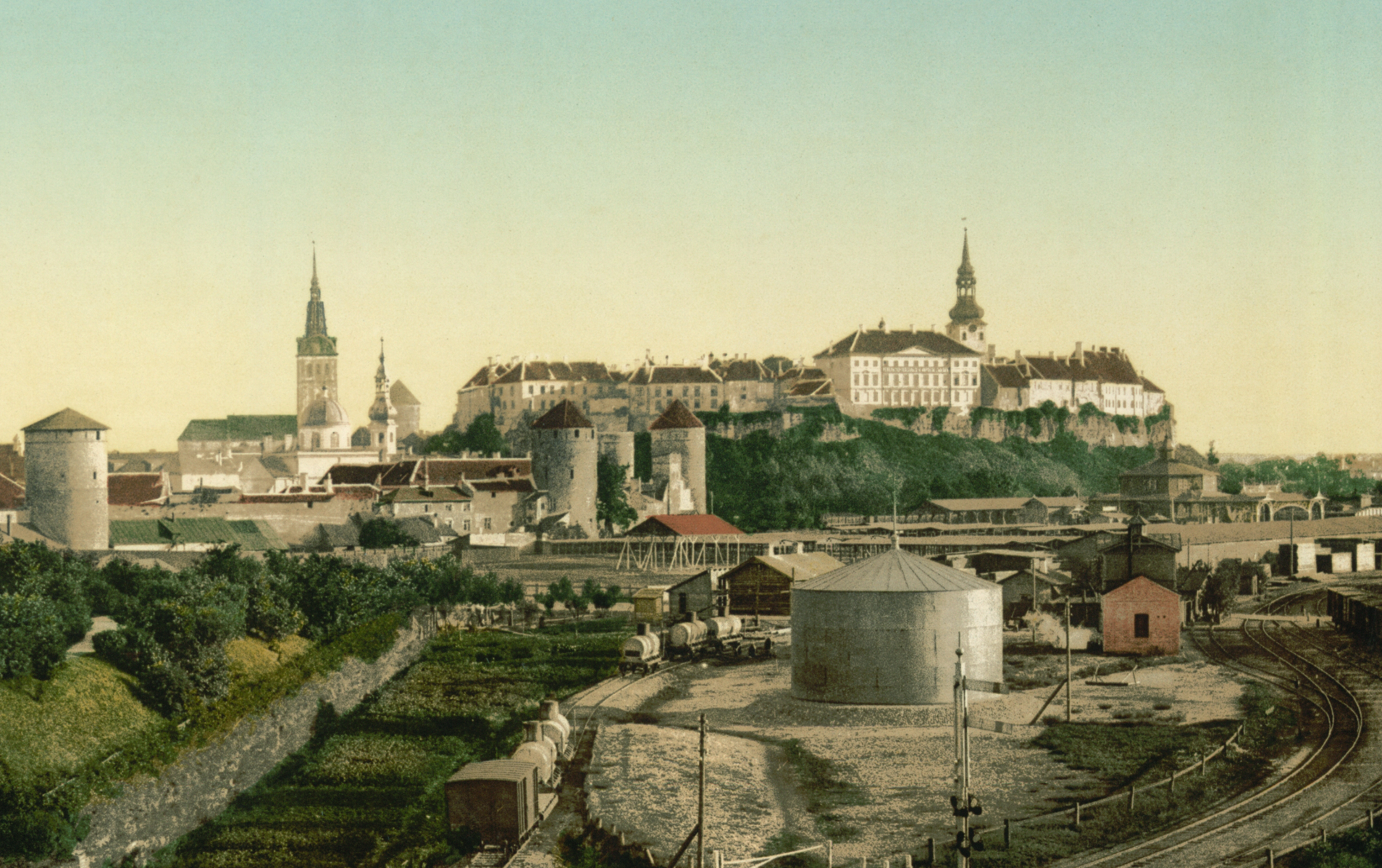
Toompea văzută dinspre nord, sfârșitul secolului al XIX-lea

După Marele Război al Nordului și cucerirea Estoniei de către Imperiul Rus, prima jumătate a secolului al XVIII-lea a fost o perioadă de neglijare generală pentru Toompea și pentru castel, care n-a fost folosit câteva decenii. Situația s-a schimbat în a doua jumătate a secolului al XVIII-lea: în 1767-1773, aripa estică a castelului a fost reconstruită total într-o clădire administrativă a Guberniei Estonia⁠(en)[traduceți] prin ordinele Ecaterinei a II-a. Pentru construcția clădirii, turnul de sud-est al castelului (Stür den Kerl) a fost demolat, iar șanțurile au fost astupate; împreună cu ea, corpul de gardă exterior al castelelor a fost amenajat într-o piață (Piața Castelului, în estonă: Lossi plats). Clădirea semăna cu un palat aristocratic, ceea ce a făcut ca Castelul să primească un alt nume: Palatul Toompea. Casa Stenbock, una dintre cele mai remarcabile clădiri de pe terasa nordică a Toompeei, a fost construită în aceeași perioadă - tribunalul a fost și el terminat probabil până în 1792.

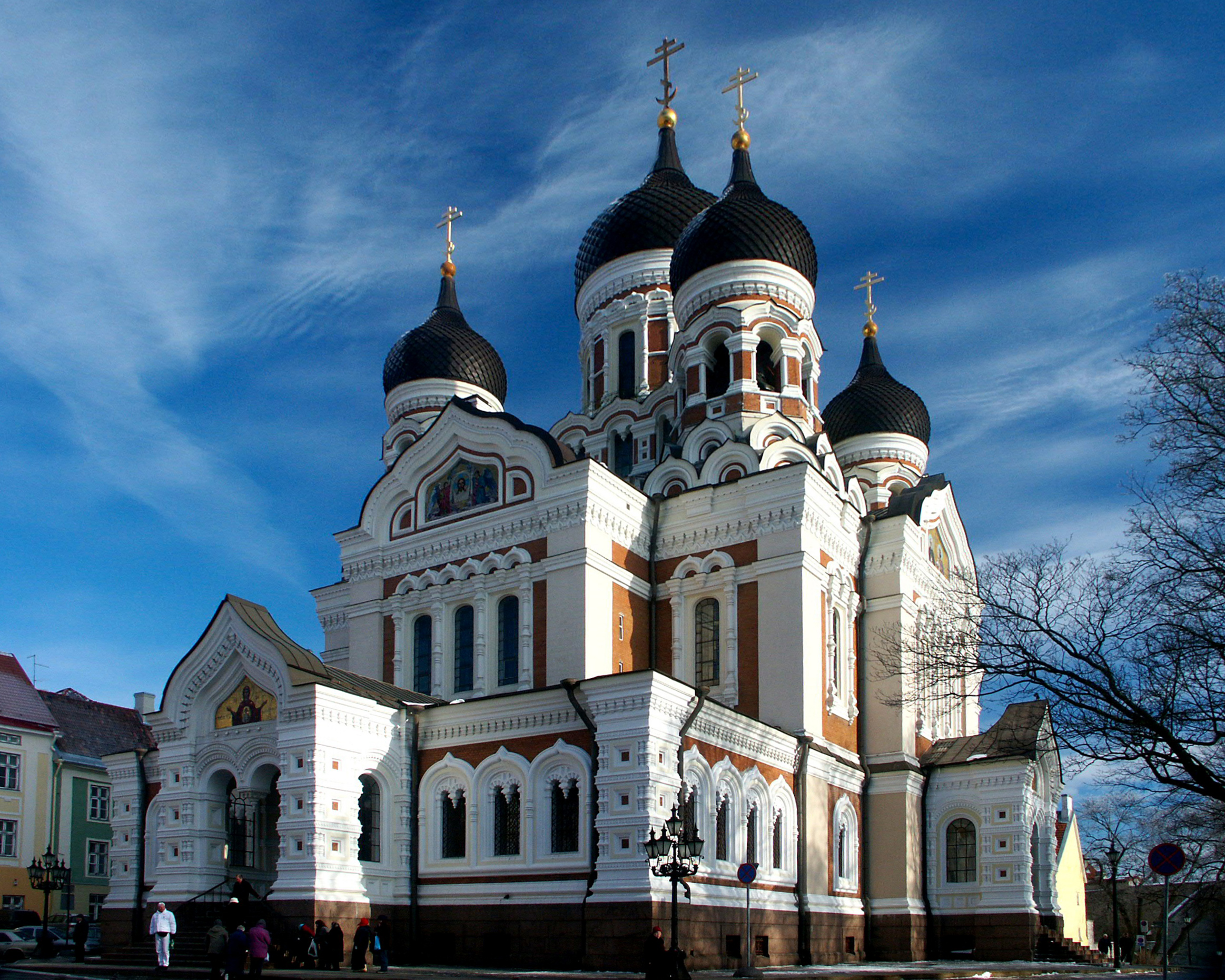
en

Tallinnul a fost șters de pe lista orașelor fortifiate ale Imperiului Rus în 1857. Aceasta a permis să se construiască încă trei drumuri din capătul sudic al Toompeei peste structurile defensive anterioare: Drumul Falgi, construit în 1856-1857, care ducea spre vest către șoseaua Paldiski, strada Toompea (1860–1861) ducea spre sud la Tõnismägi⁠(en)[traduceți] și strada Komandandi ducea spre est, aproape de poarta Harju, unde astăzi se află Coloana Victoriei în Războiul de Independență⁠(en)[traduceți].
Aspectul general al colinei Toompea s-a schimbat mult când a fost construită Catedrala ortodoxă rusă Alexandr Nevski⁠(en)[traduceți], cu o arhitectură diferită, în anii 1894-1900. Catedrala, situată în Piața Castelului din fața Palatului Toompea, a fost ridicată în perioada de rusificare, ca simbol al dominației țariste și rusești. Din cauza locației sale foarte proeminente și a stilului rusesc ușor de recunoscut, catedrala a întâmpinat opoziție și în timp ce era construită, iar la sfârșitul deceniilor anilor 1920 și 1930, în Republica Estonia independentă, au fost și propuneri ca ea să fie demolată.
În 1903, când au fost construite scările Patkuli lângă capul nordic al dealului, Toompea a căpătat o nouă cale de acces din direcția gării principale⁠(en)[traduceți] a Tallinnului.

## Toompea astăzi

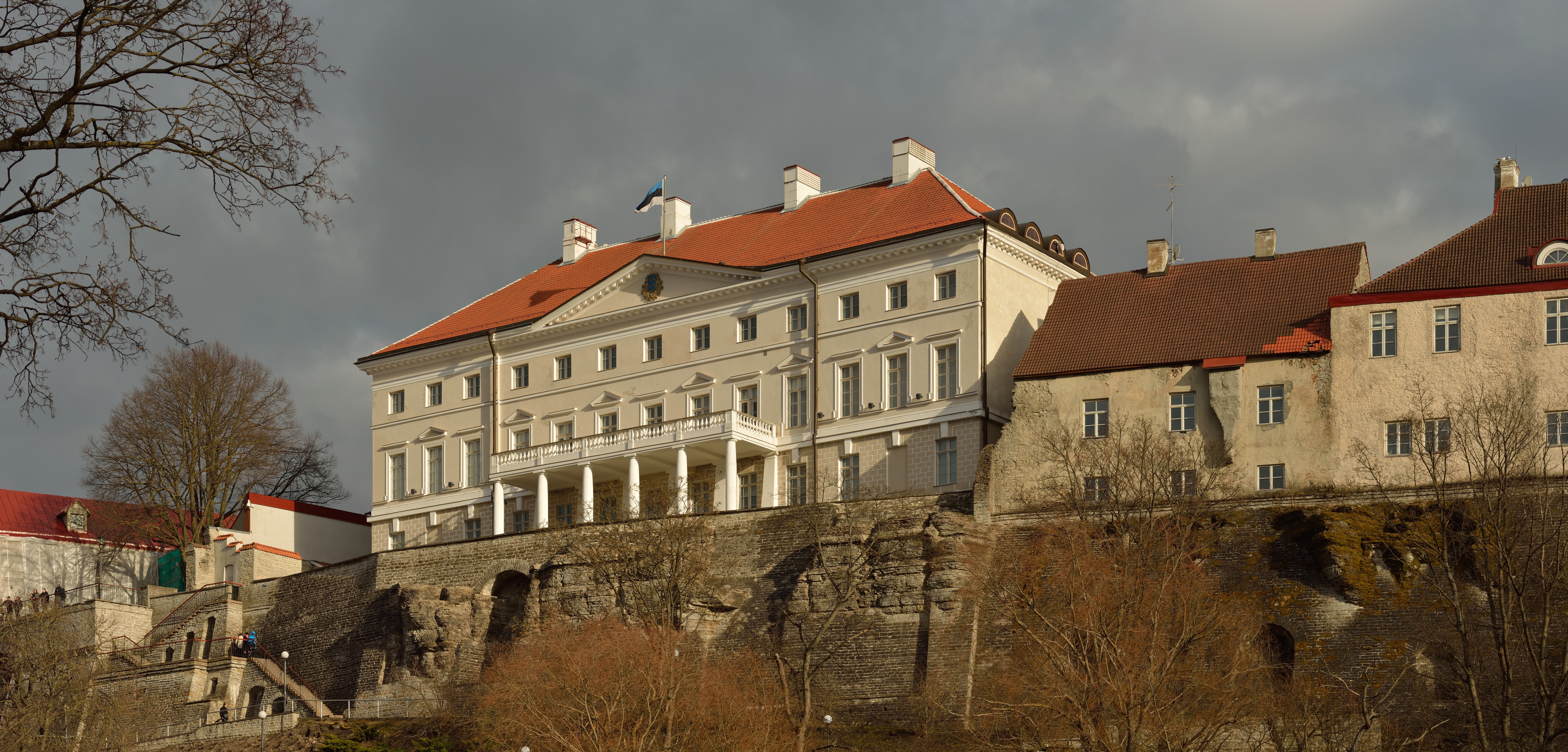
Casa Stenbock, sediul Guvernului Estoniei

Mult reconstruitul Castel Toompea – constând din palatul guvernatorial din epoca țaristă, ziduri și turnuri ale cetății medievale, clădirea expresionistă a parlamentului din 1922, plus câteva alte clădiri – găzduiește astăzi Parlamentul Estoniei. Fațada palatului clasicist al guverantorului domină Lossi plats („Piața Castelului”), unde are în față catedrala ortodoxă Alexandr Nevski. Catedrala, astăzi principala biserică a Bisericii Ortodoxe Estone de sub Patriarhia Moscovei⁠(en)[traduceți], a devenit pentru turiști întrucâtva un simbol al Tallinnului din cauza aspectului exotic, în timp ce opinia estonilor despre ea este mai degrabă ambiguă. Catedrala luterană (Toomkirik⁠(en)[traduceți]) de unde își trage numele Toompea, este astăzi catedrală a Bisericii Evanghelice Luterane Estone⁠(en)[traduceți] și și-a păstrat cel mai bine aspectul medieval dintre toate clădirile de pe Toompea. Majoritatea clădirilor de pe Toompea datează din secolele al XVIII-lea și al XIX-lea. Castelul Mic și-a păstrat în mare parte forma, dar din zidurile și turnurile Castelului Mare s-au păstrat doar câteva fragmente.
Alte locuri notabile de pe Toompea sunt clădirea Guvernului Estoniei⁠(en)[traduceți] (denumită și „Casa Stenbock”) și clădirea Cavalerilor Estoni⁠(en)[traduceți], care din anii 1990 până în 2005 a găzduit Muzeul Eston de Artă⁠(en)[traduceți] și din 2009 este temporar utilizată de Academia Estonă de Arte⁠(en)[traduceți]. Academia Estonă de Științe își are și ea sediul în Toompea, în palatul Ungern-Sternberg⁠(en)[traduceți] (centrul autoguvernării locale germane⁠(en)[traduceți] din perioada interbelică).
Toompea este și sediul mai multor ambasade străine în Estonia, anume cele ale Finlandei, Țărilor de Jos, Portugaliei și Canadei.
Sunt mai multe puncte de observație pe Toompea, care oferă priveliști largi asupra orașului din jur și sunt populare între turiștii ce vizitează Tallinnul.